# Braçalet energètic

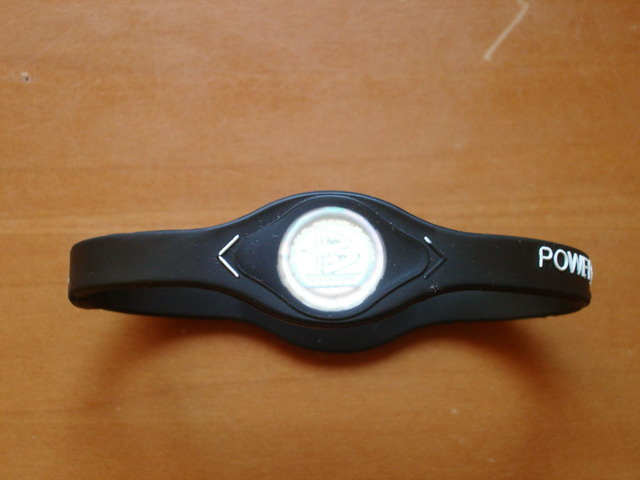
Power Balance bracelet

 Power Balance, Magic Power, Biolectik, Ion-Balance i EFX són uns braçalets de plàstic fabricats per les empreses homònimes que aconseguiren certa notorietat a partir del 2009. Es tracta d'una polsera de materials plàstics a la qual els seus creadors han atribuït suposats efectes beneficiosos sobre la salut.

## Publicitat i popularitat
Power Balance va aconseguir una gran popularitat després d'una campanya publicitària massiva, que a més d'anuncis en diversos canals de televisió, incloïa el seu ús per part d'esportistes d'elit i diversos famosos. A causa d'això les vendes del producte superaven les 300.000 unitats el maig de 2010.
La publicitat de Power Balance indica que aquesta conté 
| « | un holograma que funciona a través de freqüències que es troben al nostre ambient natural, de les quals coneixem els seus efectes positius en el camp d'energia del cos. Això ajuda a desenvolupar l'equilibri, la flexibilitat, la fortalesa i benestar general. | » |

Des d'un punt de vista científic, aquesta afirmació no té sentit.
Davant l'èxit de vendes, Power Balance va diversificar la seva oferta de productes i penjolls i fins i tot pegats. Igualment, van sorgir altres empreses que comercialitzen productes semblants, el que ha donat lloc al terme genèric polseres energètiques.

## Polèmica i denúncies
Power Balance va causar un gran impacte, tant pels milers de vendes i acèrrims defensors, com per les reaccions dels que criticaven el nul rigor científic de la seva publicitat. Algunes declaracions estranyes realitzades per Troy Rodarmel, un dels inventors de Power Balance, en què defensava que « Hi ha proves que pots fins i tot sostenir un plàtan o una poma i ets més fort » van augmentar la polèmica.
Facua va denunciar l'abril del 2010 a l'empresa Power Balance per publicitat enganyosa i per anunciar com a medicament un producte no aprovat per Sanitat.
Diversos estudis científics han demostrat que els productes de Power Balance no tenen cap efecte real.
A finals de 2010, Power Balance va treure un comunicat a Austràlia advertint que els efectes de les polseres no estan sustentats per evidència científica. A més, l'empresa va oferir tornar els diners als australians que així ho desitgin. El novembre de 2011 la mateixa empresa va ser condemnada per estafa i obligada a indemnitzar amb 57 milions de dòlars a un grup de consumidors als Estats Units.